# نهر إريري
نهر إريري ( (بالبرتغالية: Rio Iriri‏) ) وهو نهر رافد كبير لنهر شينغو في البرازيل ، في ولاية بارا . يصل طوله إلى 1,300 كيلومتر (810 ميل) مما يجعله ضمن أطول 116 نهر في العالم (مع نهر كريشنا، الهند) و أطول 15 نهر في حوض الأمازون. و منابع النهر هي المنازل التقليدي للشعوب بانارا .

## دورة
يتدفق النهر 342,192 هكتارًا (845,570 فدانًا) في محمية ناسنشز دا سيرا دو كاشيمبو البيولوجية، وهي وحدة محمية بشدة تم إنشاؤها في عام 2005 في سيرا دو كاشيمبو. وهوأحد منابع نهر شينغو. يتدفق لمسافة 900 كيلومتر (560 ميل) قبل الانضمام إلى شينغو، ويمر عبر مساحة 3737133.89 هكتار (8,335,195.4 فدان) محطة تيرا دو ميو البيئية. يتفاوت حجم النهر إلى حد كبير حسب الموسم، وفي موسم الجفاف يشمل الشلالات والصخور والمنحدرات.
يتدفق نهر اريري عبر مناطق الغابات الرطبة تاباجوس-شينجو.  النهر غني بالأسماك، بما في ذلك العديد من الأنواع الموجودة هنا فقط ولغة زينجو. تبقى المقاطع الكبيرة غير مستكشفة بسبب بُعدها في منطقة تحيط بها غابات الأمازون المطيرة ، والأقسام التي تتميز بتيار قوي وإعتام عدسة العين.